# Elmer Layden
Elmer Francis Layden (geboren am 4. Mai 1903 in Davenport, Iowa; gestorben am 30. Juni 1973 in Chicago, Illinois), Spitzname: The Thin Man, war ein US-amerikanischer Football-Spieler und -Trainer, sowie Commissioner der National Football League (NFL). Er spielte während seiner Collegezeit im Football-Team der University of Notre Dame als einer der Four Horsemen.

## Leben
Elmer Layden wuchs als zweitältestes von fünf Kindern von Thomas F. Layden und Rose Marie Bartemeyer Layden auf. Er besuchte die Davenport High School. Bereits dort spielte er im Football-Team der Schule als Halfback und Quarterback und war in der Leichtathletik in den Sprint- und Hürden-Disziplinen erfolgreich. Außerdem spielte er auch im Basketball-Team. 1919 wurde er ins 2. All-State-Football-Team gewählt. 1920 wurde er Kapitän der Footballmannschaft. Außerdem wurde er als Quarterback ins All-State-Team gewählt.

### Collegespieler
Ab Herbst 1921 studierte Layden an der University of Notre Dame in South Bend (Indiana) Jura. Dort spielte er bis 1924 in der von Knute Rockne trainierten Football-Mannschaft der Fighting Irish.
Im ersten Jahr fand er zunächst hauptsächlich Verwendung als Halfback, wechselte danach aber auf die Position des Fullbacks. Layden wurde allerdings auch auf anderen Positionen (u. a. Punter) eingesetzt. Zusammen mit drei weiteren Spielern aus dem Angriff der Fighting Irish, dem Quarterback Harry Stuhldreher sowie den Halfbacks Jim Crowley und Don Miller, bildete er die vom Sportjournalisten Grantland Rice als Four Horsemen of Notre Dame bezeichnete Formation, die bei den gegnerischen Abwehrreihen äußerst gefürchtet waren. 1924 gewann die Mannschaft die nationale College-Football-Meisterschaft. Am 1. Januar 1925 spielte seine Mannschaft im Rose Bowl gegen die Stanford University und besiegte diese mit 27:10. Layden spielte überragend. So konnte er zwei Interceptions und einen Fumble, der aus einem fallengelassenen Punt entstand, in die gegnerische Endzone zurücktragen. Mittels eines Laufes erzielte er dann noch seinen vierten Touchdown. Für seine Leistung im Spiel erhielt er die Auszeichnung zum Most Valuable Player. Layden selbst wurde für die Spielsaison 1924 ins College Football All-America Team aufgenommen.
In den Jahren 1922 bis 1923 spielte er außerdem im Basketball-Team des Colleges.

### Profispieler
Nach seinem College-Abschluss 1925 wechselte Layden zum Profi-Football. 1925 spielte er für die unabhängige Mannschaft Hartford Blues. In der von Red Grange 1926 gegründeten American Football League (nicht identisch mit der 1960 gegründeten Liga gleichen Namens) absolvierte er bei den Brooklyn Horsemen und den Rock Island Independents jeweils ein Spiel. Persönliche Erfolge konnte er in der Liga nicht erzielen. Die Liga kollabierte nach einem Jahr wieder.

### Trainer
Daneben begann Elmer Layden ab 1926 als Trainer am College zu arbeiten. Zunächst trainierte er ab 1925 für eine Spielsaison die Mannschaft des Columbia College in Dubuque, Iowa, die Columbia Duhawks. In den Spielsaisons 1925 und 1926 gelangen ihm jeweils vier Siege bei drei bzw. 2 Niederlagen und jeweils einem Unentschieden. Anschließend ging er an die Duquesne University in Pittsburgh und trainierte die bis 1929 in der Tri-State Conference spielenden Duquesne Dukes.
| Jahr | Siege | Niederlagen | Unentschieden | eigene Punkte | gegnerische Punkte |
| ---- | ----- | ----------- | ------------- | ------------- | ------------------ |
| 1927 | 4     | 4           | 1             | 82            | 78                 |
| 1928 | 8     | 1           | 0             | 118           | 32                 |
| 1929 | 9     | 0           | 1             | 156           | 53                 |
| 1930 | 6     | 3           | 0             | 131           | 56                 |
| 1931 | 3     | 5           | 3             | 56            | 85                 |
| 1932 | 7     | 2           | 1             | 132           | 58                 |
| 1933 | 10    | 1           | 0             | 206           | 33                 |

1933 hatte das Team der Fighting Irish unter Hurtley Anderson eine 3-5-1-Saison gespielt. Daraufhin wurde Layden die Funktion als Sportdirektor und Trainer der Mannschaft angeboten.
In den Spielsaisons 1934 bis 1940 trainierte er die Football-Mannschaft der University of Notre Dame. Es gelang ihm jedoch in der gesamten Zeit nicht, einen nationalen Meistertitel zu erringen.
| Jahr | Siege | Niederlagen | Unentschieden | eigene Punkte | gegnerische Punkte |
| ---- | ----- | ----------- | ------------- | ------------- | ------------------ |
| 1934 | 6     | 3           | 0             | 108           | 56                 |
| 1935 | 7     | 1           | 1             | 143           | 62                 |
| 1936 | 6     | 2           | 1             | 128           | 69                 |
| 1937 | 6     | 2           | 1             | 77            | 49                 |
| 1938 | 8     | 1           | 0             | 149           | 39                 |
| 1939 | 7     | 2           | 0             | 100           | 73                 |
| 1940 | 7     | 2           | 0             | 168           | 67                 |

### Geschäftsführer in der NFL
1939 war der Präsident der NFL Joseph Carr unerwartet gestorben. Sein Stellvertreter Carl Storck übernahm mit einem Jahresvertrag die Funktion als Präsident der Liga. Die Teameigner strebten jedoch die Einführung eines Commissioners nach dem Vorbild des Profi-Baseballs an. Zunächst wurde diese Position dem Sportjournalisten der Chicago Tribune Arch Ward angetragen. Dieser lehnte jedoch ab.
Anfang 1941 konnte Elmer Layden für diese Position gewonnen werden. Für einen Fünfjahresvertrag mit einem jährlichen Einkommen von 20.000 Dollar wurde er am 3. Februar 1941 durch die Teameigner in die Position des Commissioners gewählt. Gegen die Wahl Laydens stimmten die Eigentümer der Philadelphia Eagles, Alexis Thompson, der Brooklyn Dodgers, Dan Topping und der Miteigentümer der Pittsburgh Steelers, Bert Bell. Sein Amtsantritt war am 1. März 1941. Carl Storck der lediglich ein Gehalt von 7.500 Dollar jährlich erhielt und durch die Position des Commissioners jeglicher Rechte bezüglich der NFL beraubt wurde, trat am 4. April 1941 enttäuscht zurück.
Mit dem Überfall auf Pearl Harbor und dem Eintritt der Vereinigten Staaten in den Zweiten Weltkrieg begann für Elmar Layden die größte Herausforderung als NFL-Commissioner. Er versuchte den Spielbetrieb so weit wie möglich aufrechtzuerhalten. Es gelang ihm ehemalige Spieler wie Bronko Nagurski oder Bill Hewitt zu reaktivieren.
Gegen Ende des Krieges konnte er jedoch nicht verhindern, dass im September 1944 die All-America Football Conference als Konkurrenz gegründet wurde. Diese von Arch Ward initiierte Liga ernannte den früheren Teamkollegen von Layden und Mitglied der Four Horeseman, Jim Crowley zum Commissioner der AAFC. Die meisten Teameigner der NFL zweifelten an der notwendigen Durchsetzungskraft von Layden gegenüber der Konkurrenzliga, deren Gründung er nicht verhindern konnte. Auch dem Wechsel des Teams von Dan Topping (Brooklyn Dodgers/New York Yankees) hatte Layden nichts entgegenzusetzen. Es wurde ihm deshalb keine Vertragsverlängerung angeboten. Am 11. Januar 1946 trat er vorzeitig von der Position als Commissioner zurück. Sein Nachfolger Bert Bell wurde am selben Tag gewählt.
Das Angebot für eine Beratertätigkeit lehnte er Mitte Februar 1946 ab. Anschließend übernahm er eine Managementtätigkeit bei Shippers Car Line, einem Tochterunternehmen der American Car and Foundry Company. 1948 wechselte er zur General American Transportation Corporation.
1951 wurde er Mitglied in der College Football Hall of Fame.
Layden war seit dem 25. Oktober 1926 verheiratet mit Edythe Davis (1904–1969). Das Ehepaar hatte vier Kinder. Er ist auf dem Calvary Cemetery in Evanston, Illinois, beerdigt.

## Abseits des Spielfelds
1931 wirkte Layden in dem Spielfilm The Spirit of Notre Dame an der Seite seiner ehemaligen Mannschaftskameraden Stuhldreher, Miller und Crowley mit. Die Hauptrolle in diesem Hollywoodfilm spielte Lew Ayres.
Die US-amerikanische Post ehrte die Four Horsemen im Jahr 1998 auf einer Briefmarke.